# Nguyen Thi Thu Thuy
Nguyen Thi Thu Thuy es una deportista vietnamita que compitió en taekwondo. Ganó una medalla de bronce en el Campeonato Asiático de Taekwondo de 1994, en la categoría de –51 kg.

## Palmarés internacional
| Campeonato Asiático | Campeonato Asiático | Campeonato Asiático | Campeonato Asiático |
| Año                 | Lugar               | Medalla             | Categoría           |
| ------------------- | ------------------- | ------------------- | ------------------- |
| 1994                | Manila (Filipinas)  | Medalla de bronce   | –51 kg              |